# Mestwinowo
Mestwinowo (kaszb. Mestwinòwò) – osada w Polsce, położona w województwie pomorskim, w powiecie kościerskim, w gminie Liniewo.
Osada położona jest północny zachód od rezerwatu Brzęczek, jest częścią składową sołectwa Głodowo.
W latach 1975–1998 miejscowość administracyjnie należała do województwa gdańskiego.